# Charles Francis Hall

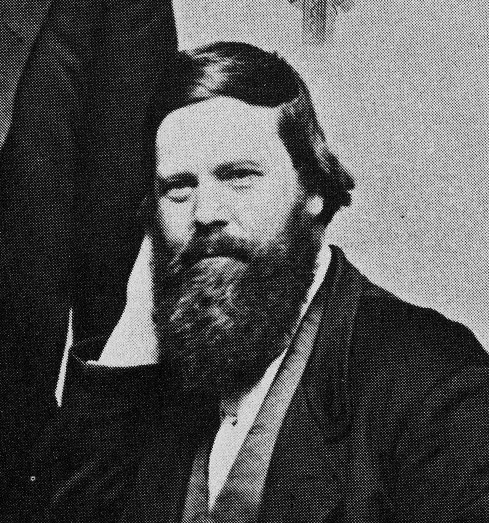
Charles Francis Hall

Charles Francis Hall (* 1821 in Rochester, New Hampshire; † 8. November 1871 im Thank God Harbor, Grönland) war ein US-amerikanischer Polarforscher.

## Leben

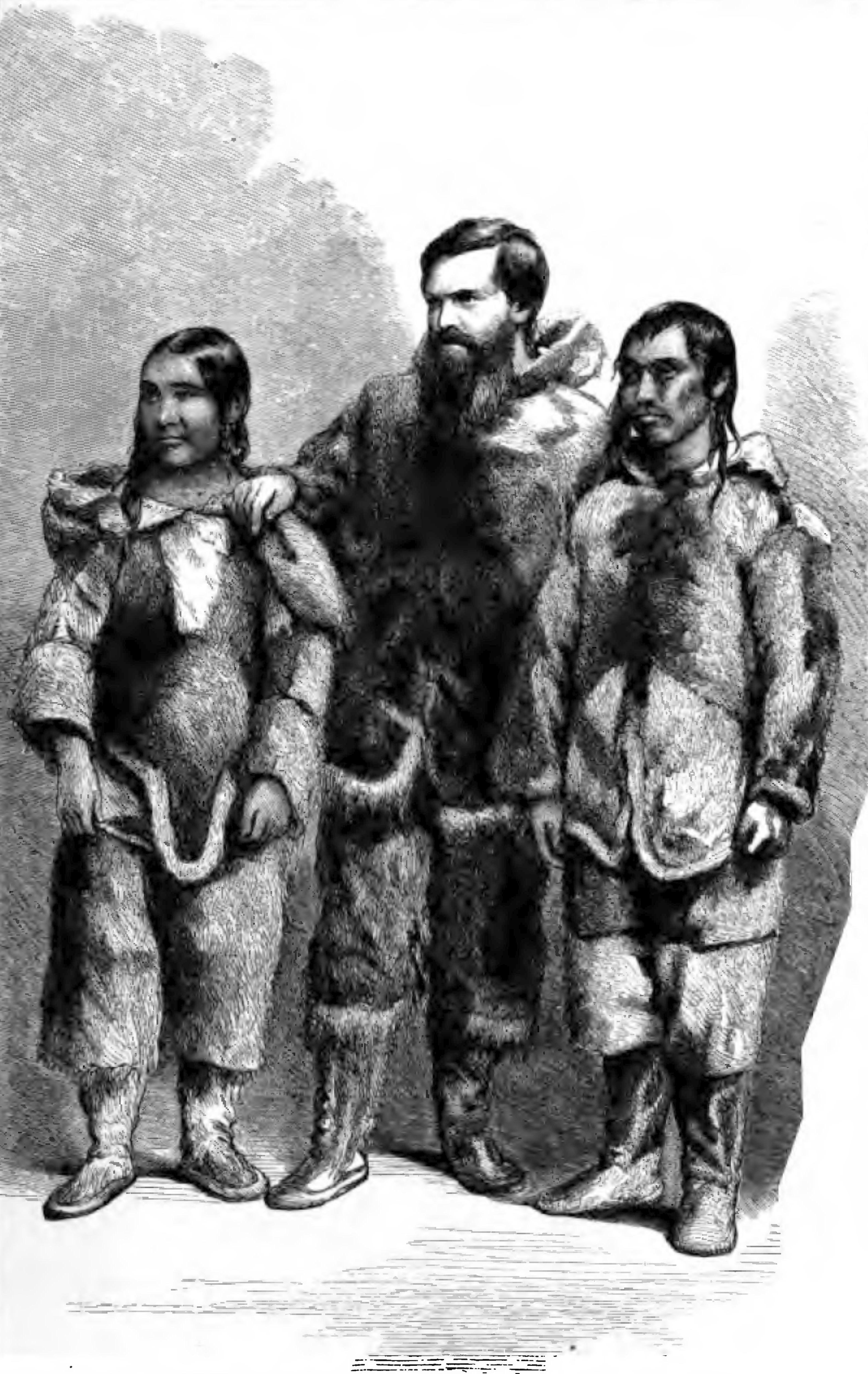
Hall mit Tookoolito und Ipiirvik

Hall besaß keinen höheren Schulabschluss und arbeitete zunächst unter anderem als Hufschmied, Journalist und Graveur. In Cincinnati wurde er Verleger der Lokalzeitung Cincinnati News. Er heiratete und hatte zwei Kinder. Halls Interesse für die Arktis wurde durch die zahlreichen Suchaktionen nach dem verschollenen John Franklin Mitte des 19. Jahrhunderts geweckt. Er war der Meinung, nähere Informationen zu Franklins Schicksal und vielleicht auch Überlebende der Expedition wären bei den Inuit in der Umgebung von King William Island zu finden. Er verkaufte seine Zeitung, erwarb mit finanzieller Unterstützung Henry Grinnells ein stabiles Boot und ließ sich 1860 vom Walfänger Sidney Budington (1823–1888) an Bord der George Henry in die Arktis bringen. Im Cumberland Sound lernte er die Inuit Ipiirvik (Ebierbing) und Tookoolito kennen (Hall nannte sie Hannah und Joe), mit denen er bis zu seinem Tod verbunden sein sollte. Die meisten seiner späteren Erfolge verdankte Hall ihrer Freundschaft. Das Paar hatte von 1853 bis 1855 England besucht. Tookolito sprach fließend Englisch und diente Hall von nun an als Übersetzerin. Mit ihrer Hilfe gelang es Hall, innerhalb kurzer Zeit die Lebensgewohnheiten der Inuit anzunehmen. Er kleidete sich wie sie, aß ihre Speisen und lebte über längere Zeit in Schneehäusern. 1861 reiste er mit sechs Inuit zur Frobisher-Bucht, wo er Spuren der drei im 16. Jahrhundert von Martin Frobisher unternommenen Expeditionen entdeckte. Bis zu diesem Zeitpunkt war nicht bekannt, wo genau Frobisher 300 Jahre zuvor an Land gegangen war. Seinen Plan, nach King William Island zu fahren, konnte Hall nicht in die Tat umsetzen.
1862 kehrte Hall in Begleitung von Ipiirvik, Tookoolito und deren Sohn Tarralikitaq in die Vereinigten Staaten zurück. Um eine weitere Expedition zu finanzieren, ging er mit ihnen auf Vortragsreise und lieh sie auch an Barnum’s American Museum aus, wo sie täglich acht Stunden lang ausgestellt wurden. Tarralikitaq starb bereits im Februar 1863. Hall verfasste ein Buch über seine Erlebnisse in der Arktis, das 1864 unter dem Titel Life with the Esquimaux erschien. Auf seiner zweiten Expedition mit Ipiirvik und Tookoolito erkundete Hall von 1864 bis 1869 die Melville-Halbinsel, den Golf von Boothia und King William Island. Das Gebiet war zuvor von John Rae erforscht worden, aber Hall fand bei den verschiedenen Gruppen von Inuit zahlreiche Artefakte der Franklin-Expedition. Als er bei den ansässigen Inuit nicht die erwartete Unterstützung fand, warb er 1868 fünf Männer von einem Walfänger an. Es kam jedoch zu Streitigkeiten, und Hall erschoss einen Mann namens Patrick Coleman. Hall behauptete, die Männer hätten meutern wollen, und wurde deswegen nie vor Gericht gestellt.
Mit der Unterstützung Grinnells gelang es Hall, vom Kongress der Vereinigten Staaten 50.000 Dollar für eine Expedition zum Nordpol bewilligt zu bekommen. Die 1864 erbaute USS Periwinkle wurde für die Expedition umgerüstet und in USS Polaris umbenannt. Hall ernannte Budington zum Kapitän des Schiffs und gewann mit George Tyson (1829–1906) einen arktiserfahrenen Navigationsassistenten. Als das Schiff 1871 in die Arktis aufbrach waren mit dem Arzt und Biologen Emil Bessels und dem Meteorologen Frederick Meyer auch zwei Wissenschaftler an Bord, außerdem das Inuitpaar Ipiirvik und Tookoolito mit ihrer Adoptivtochter. Bei einem Zwischenstopp in Grönland stieg der Inuk Hans Hendrik, der schon an den US-amerikanischen Expeditionen von Elisha Kent Kane und Isaac Israel Hayes teilgenommen hatte,  mit seiner Familie zu. Es gelang Hall, den Robeson-Kanal zwischen Ellesmere Island und Grönland zu durchfahren und einen neuen Rekord aufzustellen: Hall erreichte 82° 11′ nördlicher Breite. Bis dahin war kein Weißer dem Nordpol näher gewesen.
Das Winterquartier wurde etwas weiter südlich in Thank God Harbor vor der Nordwestküste Grönlands aufgeschlagen. Ein Observatorium wurde errichtet und die ersten Schlittenreisen unternommen. Als Hall am 24. Oktober von einer Schlittenfahrt zurückkehrte, erkrankte er plötzlich. Halbseitig gelähmt und immer wieder ins Delirium fallend, bezichtigte er die anderen, ihn vergiftet zu haben, und vertraute nur noch Tookoolito. Er verstarb nach wenigen Tagen am 8. November 1871. Auf der Rückreise geriet die Polaris in eine Eispressung und wurde von einem Teil der Mannschaft verlassen. Erst nach einer mehr als halbjährigen Drift auf einer Eisscholle durch die Baffin Bay bis in die Labradorsee wurden die 19 Personen von einem Walfänger gerettet. Kapitän Budington setzte die Polaris auf eine Sandbank bei Etah und überwinterte mit dem Rest der Expeditionsteilnehmer. Schließlich wurden auch sie von einem Walfänger aufgenommen.
Halls Tod und das Scheitern der Polaris-Expedition zogen eine offizielle Untersuchung nach sich. Als Ergebnis der Befragung aller Beteiligten wurde angenommen, Hall sei an den Folgen eines Schlaganfalls verstorben. Im Rahmen der Recherchen für eine Biografie führte der US-amerikanische Historiker und Autor Chauncey C. Loomis (1930–2009) im Jahr 1968 eine Expedition zu Halls Grab. Die Leiche wurde exhumiert, jedoch war das Gewebe trotz der arktischen Temperaturen schon so stark zersetzt, dass eine Autopsie nur eingeschränkt möglich war. Laboruntersuchungen von Haar- und Fingernagelproben ergaben, dass Hall in seinen letzten Lebenswochen hohe Dosen von Arsen zu sich genommen hatte. Ob dies die Todesursache war, konnte nicht mehr mit Sicherheit festgestellt werden. Auch ob ihm jemand das Gift absichtlich verabreicht hatte, steht nicht fest, da Hall sich mit Arzneien aus seiner privaten Reiseapotheke, zu deren Bestandteilen Arsen damals oft gehörte, selbst vergiftet haben könnte.

## Ehrung
Charles Francis Hall zu Ehren sind die Hall-Insel im russischen Franz-Josef-Land und die Hall Islands in der Repulse Bay in Kanada benannt.